# فرودگاه شهری یوما
فرودگاه شهری یوما (به انگلیسی: Yuma Municipal Airport)  یک فرودگاه همگانی باربری با کد یاتا none است که یک باند فرود آسفالت/شن دارد و طول باند آن ۸۸۴ متر است. این فرودگاه در  کشور ایالات متحده آمریکا قرار دارد و در ارتفاع ۱۲۶۱ متری از سطح دریا واقع شده است.